# Elachiptera japonica
Elachiptera japonica är en tvåvingeart som beskrevs av Nishijima 1956. Elachiptera japonica ingår i släktet Elachiptera och familjen fritflugor. Inga underarter finns listade i Catalogue of Life.